# Kinderwahlrecht
Mit dem Kinderwahlrecht bezeichnet man ein Wahlrecht von Geburt an. Verfechter des Kinderwahlrechts wollen, dass niemand aufgrund seines Alters am Wählen gehindert wird. In der Praxis stellen sie sich beispielsweise vor, dass sich jeder Mensch vor seiner ersten Wahlteilnahme persönlich ins Wählerverzeichnis eintragen muss. Dabei soll es keine Rolle spielen, wie alt dieser Mensch ist.
Es ist nicht zu verwechseln mit dem Jugendwahlrecht bei welchem eine Wahlaltersgrenze besteht, zu dessen Zeitpunkt die Wähler Jugendliche sind.

## Abgrenzung und Umsetzung
Die Forderung nach einem Kinderwahlrecht wird gelegentlich dahingehend missverstanden, dass auch Kleinkinder zum Urnengang angehalten werden sollen. Dies ist jedoch nicht die Intention. Vielmehr sollen junge Menschen das Wahlrecht ausüben können, sobald sie dieses eigenständig können und möchten. Dabei kann ein reguläres Mindestwahlalter erhalten bleiben, beispielsweise bei 16 oder auch 18 Jahren. Jüngere könnten jedoch ebenfalls an Wahlen teilnehmen, wenn sie sich selbstständig ins Wahlregister eintragen lassen, in dem weiterhin alle Wahlberechtigten, nach Erreichen des Mindestwahlalters verzeichnet wären.
Vom Kinderwahlrecht unterschieden werden muss das Stellvertreterwahlrecht oder Elternwahlrecht (Familienwahlrecht), demnach Eltern gemäß der Anzahl ihrer Kinder unter 18 Jahren die entsprechende Anzahl von zusätzlichen Wahlstimmen zugewiesen werden soll. Problematisch am Familienwahlrecht ist, dass die Wahlgrundsätze: Unmittelbarkeit, Geheimheit, Gleichheit und Freiheit der Wahl verletzt sein könnten.

## Diskussion in Deutschland

### Verfassungsrechtliche Situation
Die deutsche Verfassung, das Grundgesetz, bestimmt in Art. 38 Abs. 2, dass nur Deutsche wählen dürfen, die achtzehn Jahre alt oder älter sind. Für ein Kinderwahlrecht müsste also die Verfassung geändert werden.
Im Vorfeld der Bundestagswahl 1998 versuchte ein Jugendlicher, sich in das Wählerverzeichnis einzutragen. Das Bezirkswahlamt Berlin-Mitte erteilte einen formalen Ablehnungsbescheid. Die Bundestagswahl wurde angefochten. Der Bundestag selbst lehnte die Anfechtung ab, danach legte der Antragsteller Widerspruch ein. So beschäftigte sich schließlich das Bundesverfassungsgericht auch inhaltlich mit der Forderung nach einem Kinderwahlrecht: Die Anfechtung wurde abgelehnt und dies im Wesentlichen mit zwei Punkten begründet:
- Eine Altersgrenze beim Wahlrecht sei „historisch erhärtet“.
- Eine Einschränkung von Wahlprinzipien wie der Allgemeinheit der Wahl (also dem Ausschluss von unter 18-Jährigen) sei vereinbar, wenn sie aus „zwingenden Gründen“ geschehe.

Das Bundesverfassungsgericht im Wortlaut:
„Einen Verstoß gegen den Grundsatz der Allgemeinheit der Wahl haben Sie nicht dargelegt. […] Begrenzungen des allgemeinen Wahlrechts sind verfassungsrechtlich zulässig, sofern für sie ein zwingender Grund besteht“. Es ist aus zwingenden Gründen als mit dem Grundsatz der Allgemeinheit der Wahl verträglich angesehen worden, dass die Ausübung des Wahlrechts an die Erreichung eines Mindestalters geknüpft wird. Das Bundesverfassungsgericht hat in diesem Zusammenhang in einer früheren Entscheidung festgestellt:
„Verfassungsprinzipien lassen sich in der Regel nicht rein verwirklichen; ihnen ist genügt, wenn die Ausnahmen auf das unvermeidbare Minimum beschränkt bleiben. So ist das Demokratieprinzip und das engere Prinzip der Allgemeinheit der Wahl nicht verletzt durch Einführung eines Mindestalters“.
An anderer Stelle führte es aus:
„ein Ausschluss vom aktiven Wahlrecht kann verfassungsrechtlich gerechtfertigt sein, wenn bei einer bestimmten Personengruppe davon auszugehen ist, dass die Möglichkeit der Teilnahme am Kommunikationsprozess zwischen Volk und Staatsorganen nicht in hinreichendem Maße besteht.“
Minderjährige werden als eine solche Personengruppe betrachtet.

### Bemühungen zur Änderung des Wahlrechts
Unter anderem setzen sich die Stiftung für die Rechte zukünftiger Generationen, das Kinderrechtsprojekt Krätzä, der Deutsche Familienverband sowie das Deutsche Kinderhilfswerk für ein Kinderwahlrecht in Deutschland ein.
- 1995 legten ein 16- und ein 13-Jähriger, unterstützt von Krätzä, einer Initiative für Kinderrechte, Verfassungsbeschwerde ein. Ein Rechtsanwalt formulierte hierfür den Widerspruch zwischen Art. 38, Abs. 2 des Grundgesetzes: „Wahlberechtigt ist, wer das achtzehnte Lebensjahr vollendet hat; […]“.[6] und dem Demokratieprinzip: „Alle Staatsgewalt geht vom Volke aus. Sie wird vom Volke in Wahlen und Abstimmungen [...] ausgeübt.“[7] Allerdings wurde dies mit dem Hinweis nicht zur Verhandlung zugelassen, die bestehende Frist zur Klage gegen Gesetze für die Verfassung sei bereits 1950 abgelaufen.[8]
- 1998 stellte ein 17-jähriges Mitglied derselben Initiative einen Antrag auf Eintragung ins Wahlverzeichnis für die Bundestagswahl.[9] Dieser wurde, ebenso wie der Widerspruch gegen die Ablehnung[10], abgelehnt[11][12]. Die darauffolgende Klage beim Verwaltungsgericht[13] wurde aus dem formalen Grund, das Gericht dürfe nicht in die Bundestagswahl eingreifen, abgelehnt.[14]
- Wieder Aktivisten von Krätzä legten dann 1998 mithilfe desselben Rechtsanwalts eine Wahlprüfbeschwerde beim Bundestag ein, welche die Gültigkeit der Bundestagswahl anfechten sollte. Die Beschwerde wurde abgelehnt, woraufhin Verfassungsbeschwerde eingereicht wurde. Diese wurde jedoch ohne Begründung im Jahre 2000 als „offensichtlich unbegründet“[15] abgelehnt.[16]
- Im November 2013 legten elf Kinder und Jugendliche im Alter von 9 bis 17 Jahren beim Wahlprüfungsausschuss des Deutschen Bundestages Einspruch gegen die Bundestagswahl ein, initiiert vom Klimaaktivisten Felix Finkbeiner (15) und dem Autor Wolfgang Gründinger (29) von der Stiftung für die Rechte zukünftiger Generationen. Zuvor waren die Jugendlichen zum Wahlamt gegangen, hatten ihr Wahlrecht eingefordert und wurden abgewiesen.[17] Anschließend reichte die Stiftung für die Rechte zukünftiger Generationen eine Wahlprüfungsbeschwerde beim Bundesverfassungsgericht zur Abschaffung des Mindestwahlalters ein.[18] 2016 wurde die Beschwerde abgewiesen.[19]
- Zweimal wurden außerdem betreffende Anträge im Bundestag gestellt, die beide abgelehnt wurden. 2003 wurde in dem Antrag: „Mehr Demokratie wagen durch ein Wahlrecht von Geburt an“ von 47 Abgeordneten ein Wahlrecht ab Geburt gefordert.[20] 2008 waren es 36 Abgeordnete mit dem Antrag „Der Zukunft eine Stimme geben – Für ein Wahlrecht von Geburt an“[21]
- 2014 veröffentlichte Renate Schmidt ihr Buch „Lasst unsere Kinder wählen“[22]. Sie ist außerdem Schirmherrin der Kampagne „nur wer wählt zählt“, die der Deutsche Familienverband begleitend zur Bundestagswahl 2017 organisiert hat.[23]
- 2019 warb die Kampagne „#lasstsiewählen/#lasstmichwählen“, organisiert vom Jugendrat der Generationen Stiftung, für ein Wahlrecht ab Geburt.[24]
- 1995 wurde das Wahlalter für Kommunalwahlen in Niedersachsen auf 16 Jahre gesenkt gefolgt von vielen weiteren Bundesländern[25][26], sowie 2009 die Senkung des Wahlalters für Landtagswahlen auf 16 Jahre in Bremen[27], dann 2011 in Brandenburg und schließlich 2013 in Hamburg, sowie Schleswig-Holstein.
- 2019 legten mehrere Kläger Wahlprüfungsbeschwerde gegen die Wahl der Abgeordneten des Europäischen Parlaments ein[28].

## Pro-Argumente

### Demokratietheoretische Pflicht
„Alle Staatsgewalt geht vom Volke aus und wird vom Volke in Wahlen und Abstimmungen ausgeübt“, steht im Grundgesetz (Art. 20). Dieser unveränderbare Artikel des Grundgesetzes bildet das Demokratieprinzip und erklärt die Volkssouveränität. Minderjährige gehören dabei eigentlich auch zum "Volk", sofern sie die deutsche Staatsbürgerschaft besitzen. Ob dieser Artikel allerdings in einer Hierarchie über Art. 38, Abs. 2 des Grundgesetzes: „Wahlberechtigt ist, wer das achtzehnte Lebensjahr vollendet hat; […]“ steht und diesen damit illegal macht, ist umstritten.
Laut Bundesverfassungsgericht darf das Wahlrecht „nicht von besonderen, nicht von jedermann erfüllbaren Voraussetzungen (des Vermögens, des Einkommens, der Steuerentrichtung, der Bildung, der Lebensstellung) abhängig gemacht werden“. Es ist also nicht erlaubt, „bestimmte Bevölkerungsgruppen aus politischen, wirtschaftlichen oder sozialen Gründen von der Ausübung des Wahlrechts auszuschließen“
Zudem: „Das allgemeine Wahlrecht kann nur aus zwingenden Gründen eingeschränkt werden.“
Die Begründung des Bundesverfassungsgerichts, warum es nicht rechtswidrig sei, Minderjährige von der Wahl auszuschließen, ist die nicht gegebene Kommunikationsfähigkeit zwischen Wähler und Staat.
Abhängig gemacht werden von geistigen Fähigkeiten oder der politischen Bildung des Wählers darf das Wahlrecht auch nicht. Deshalb dürfen beispielsweise politisch desinteressierte, sehr alte, demenzkranke, analphabetische oder stark alkoholisierte Menschen ebenfalls wählen.
Außerdem verbietet das Verbot der Altersdiskriminierung eine obere Altersgrenze, also ein Höchstwahlalter bei Wahlen. Vor dem Hintergrund des hohen Alters der beiden Kandidaten im US-Wahlkampf 2024, Donald Trump und Joe Biden, meinte der britische Economist: Ein Höchstwahlalter klinge zwar wünschenswert, sei aber illiberal. Befürworter des Kinderwahlrechts meinen, dasselbe sollte für den Ausschluss Minderjähriger vom Wahlrecht, aufgrund ihrer Minderjährigkeit gelten. 
Das Wahlrecht ist ein grundsatzähnliches Recht und ergibt sich somit aus der Menschenwürde, die auch Kindern und Jugendlichen zusteht. Wenn die Gesetzgebung Menschengruppen das Wahlrecht abspräche, „würden [sie] zum Objekt staatlichen Handelns […] und verlören ihre Identität als Person“, meinen Kritiker.

### Einsichts- und Verantwortungsfähigkeit von Kindern
Nach Ansicht der Befürworter ist mangelndes Wissen über Politik kein Grund, um Menschen vom Wahlrecht auszuschließen, weil es in einer Demokratie keine Wissenstests geben dürfe. Das Wort „Wahlreife“ sei nirgends definiert und werde auch sonst bei niemandem geprüft. Niemand habe je von einem 30-, 50- oder 90-Jährigen einen Politik-Wissenstest verlangt. Es gibt auch keine Altersgrenze nach oben, obwohl man dafür auch Gründe erfinden könnte. Selbst die bis Anfang 2019 geltende gesetzliche Einschränkung, wonach demente Menschen ihr Wahlrecht verlieren, wenn ihnen zur Besorgung aller Angelegenheiten ein dauerhafter Betreuer zur Seite gestellt wurde (ehemals § 13 Nr. 2 BWahlG), wurde vom Bundesverfassungsgericht für verfassungswidrig erklärt.

### Mehr Generationengerechtigkeit
Die Befürworter des Kinderwahlrechts argumentieren, dass durch dessen Einführung die Interessen von jungen Menschen in der Politik mehr berücksichtigt würden. Die Parteien würden damit gezwungen, sich mehr für diese Interessen einzusetzen. Momentan seien die Älteren überrepräsentiert, weil es eine Altersgrenze nach unten, aber normalerweise keine nach oben gibt.

### Wahlrecht und andere Altersgrenzen sind nicht aneinander gekoppelt
Das Wahlalter ist nicht zwangsläufig mit der Volljährigkeit im Straf- und Zivilrecht verknüpft. Bereits von 1970 bis 1975 fielen Volljährigkeit und Wahlalter auseinander, als nur das aktive Wahlalter auf 18 Jahre gesenkt wurde, die Volljährigkeit aber unverändert bei 21 Jahren lag. Österreich hat im Jahr 2007 auf Bundesebene das Wahlalter auf 16 Jahre gesenkt und die Volljährigkeit bei 18 Jahren belassen.
Altersgrenzen im Straf- und Zivilrecht, etwa beim Alkohol- und Zigarettenkonsum, dienen dem Schutz der Jugendlichen. Das Wahlrecht stellt hingegen keine gesundheits- oder entwicklungsgefährdende Materie dar, vor der junge Menschen geschützt werden müssten. Zudem wird in vielen Bereichen des Lebens jungen Menschen bereits früh Verantwortung anvertraut. Religionsmündigkeit und Strafmündigkeit als Jugendlicher beginnen bereits mit 14 Jahren. Ab 16 Jahren sind Eheschließungen unter bestimmten Bedingungen möglich. Mit 17 Jahren kann man sich als Soldat bei der Bundeswehr verpflichten. Ab dem ersten Lebensjahr gilt das Demonstrationsrecht ohne Einschränkungen.

## Kontra-Argumente

### Fehlende politische Reife
Nach überwiegender Auffassung entwickelt sich die Einsichts- und Verantwortungsfähigkeit von Kindern erst im Laufe der Kindheit. Daher gibt es breit akzeptierte Altersgrenzen für Rechte und Pflichten, die die Einsichts- und Verantwortungsfähigkeit berücksichtigen. Das gilt beispielsweise auch für die Strafmündigkeit, Geschäftsfähigkeit, Deliktfähigkeit und Testierfähigkeit. Da auch die Teilnahme an der Wahl Einsichts- und Verantwortungsfähigkeit voraussetzt, sehen alle bestehenden Wahlrechtssysteme Mindestalter für die Wahrnehmung des Wahlrechtes vor.
Wenn auch Kinder die Gesellschaft mitbestimmen sollen, müssten sie laut Meinung der Kinderwahlrechts-Gegner auch reif genug sein, ihr eigenes Privatleben eigenverantwortlich zu bestimmen. Kinder müssten dann konsequenterweise ja auch rauchen dürfen. Der Jugendschutz und andere Gesetze regeln das aber heute deutlich anders: Jugendliche dürfen ohne Erlaubnis der Eltern Nachtclubs nur bis Mitternacht besuchen. Bei Straftaten werden die mildernden Umstände des Jugendstrafrechts angewandt. Eheschließungen sind nur gestattet, wenn einer der Ehepartner bereits volljährig ist und zudem ein Familiengericht zustimmt.
Es wäre nach Ansicht der Gegner absurd, wenn Minderjährige zwar reif genug sein sollen, um über das Wohl und Wehe der Gesellschaft mitzuentscheiden, aber zugleich nicht reif genug sein sollen, über ihr eigenes Leben zu bestimmen. Erst mit der Volljährigkeit hätten Jugendliche die Verantwortung für ihr eigenes Leben und damit einhergehend für die Gesellschaft. Volljährigkeit und Wahlrecht stehen daher im Zusammenhang. Eine Altersgrenze ab 16 Jahren wäre daher willkürlich.

### Politisches Wissen Jugendlicher geringer
Jugendliche unter 18 haben ein signifikant niedrigeres Politikwissen als Personen älter als 18 Jahre. Dies zeigte etwa ein politischer Verständnistest, der 2008 von der Uni Hohenheim herausgegeben wurde. Dort schnitten die unter 18-Jährigen wesentlich schlechter ab als ältere Befragte.

### Befürworter
- "Für ein Wahlrecht für Jugendliche" von Wolfgang Gründinger
- „Wir wollen wählen“, Bündnis von Kindern und Jugendlichen
- Stiftung für die Rechte zukünftiger Generationen
- Felix Finkbeiner, Gründer von Plant for the Planet
- FAQ zum Kinderwahlrecht von Krätzä
- Ich will wählen – Projekt mehrerer (Jugend-)Organisationen,
- Die Wahl für alle unter 18 Jahren als Projekt der politischen Bildung
- Kinderlobby Schweiz
- Blog „Ökonomenstimme“

### Gegenpositionen
- Rückfrage des Bundesverfassungsgerichts (Volltext)
- Urteil des Bundesverfassungsgerichtes (Volltext)